# Prunes & Custard
『Prunes & Custard』（プルーンズ・アンド・カスタード）は、日本のロックバンド、フラワーカンパニーズの5枚目のスタジオ・アルバム。1999年2月24日、アンティノスレコードよりリリース。

## 概要
- 前作より10ヶ月ぶりのアルバム。初回のみデジパック仕様。
- 後述「Prunes & Custard+3」の発売に伴い現在は廃盤。

## 収録曲
特記以外全作詞：鈴木けいすけ　全編曲：フラワーカンパニーズ
1. SOUL BARGAIN (2:48)
作曲：フラワーカンパニーズ
2. SOUL BONE ATTACK (4:17)
作曲：フラワーカンパニーズ
3. ROCK 02 (3:51)
作曲：鈴木けいすけ
4. 真赤な海 (3:11)
作曲：竹安堅一・鈴木けいすけ
5. 台風8号 (4:00)
作曲：グレートマエカワ・鈴木けいすけ
6. 丑三つのライダー (2:42)
作曲：鈴木けいすけ
7. 夜明け (5:47)
作曲：竹安堅一・鈴木けいすけ
11thシングル曲。本作の先行シングル。
8. LOVE ME DO (3:59)
作曲：グレートマエカワ・鈴木けいすけ
9thシングル曲。
9. 29 (3:16)
作曲：竹安堅一・鈴木けいすけ
10. スマイル (4:01)
作曲：鈴木けいすけ
11. HOLE(3:25)
作曲：グレートマエカワ・鈴木けいすけ
12. I'm SKI (1:26)
作詞・作曲：フラワーカンパニーズ
13. 冬の陽 (4:29)
作曲：グレートマエカワ・鈴木けいすけ
14. 元気ですか (5:41)
作曲：フラワーカンパニーズ
10thシングル曲。表記はないがシングルバージョンとは異なり、アウトロのフェードアウトが長くなっている

## 参加ミュージシャン
- Long Hair MALSAW：キーボード
- 金森信英：テナーサックス (11)
- 細井豊：キーボード (14)
- 佐野聡 (Bacchus)：ホーンアレンジメント, トロンボーン, ボンゴ (14)
- 鈴木正則 (Bacchus)：トランペット (14)
- 春名正治 (Bacchus)：テナーサックス (14)
- 真城めぐみ (HICKSVILLE)：コーラス (14)

## 解説
5th「Prunes & Custard」に、ボーナス・トラックとしてオリジナルアルバム未収録のC/W曲を収録した再発アルバム。全曲リマスタリング音源。

### 収録内容
全編曲：フラワーカンパニーズ
- 1～14：上記収録内容と同じ
- 15. 声だしていこう (4:06)
作詞：鈴木けいすけ　作曲：竹安堅一・鈴木けいすけ
9thシングル曲のカップリング曲。
- 16. いい事ありそう (4:39)
作詞：鈴木けいすけ　作曲：鈴木けいすけ・竹安堅一
10thシングルのカップリング曲。
- 17. MY OBSESSION (4:15)
作詞・作曲：ミック・ジャガー、キース・リチャーズ
11thシングルのカップリング曲。
ローリング・ストーンズのカバー。